# Lindeniopiper lindenii
Lindeniopiper lindenii là một loài thực vật có hoa trong họ Hồ tiêu. Loài này được (Miq.) Trel. miêu tả khoa học đầu tiên năm 1929.